# 紫单花红丝线
紫单花红丝线（学名：Lycianthes lysimachioides var. purpuriflora）为茄科红丝线属下的一个变种。

## 扩展阅读
- 維基物種上的相關：紫单花红丝线